# Limnephilus lunatus
Limnephilus lunatus är en nattsländeart som beskrevs av Curtis 1834. Limnephilus lunatus ingår i släktet Limnephilus och familjen husmasknattsländor. Arten är reproducerande i Sverige.

## Underarter
Arten delas in i följande underarter:
- L. l. concavus
- L. l. hyalinulus

## Bildgalleri

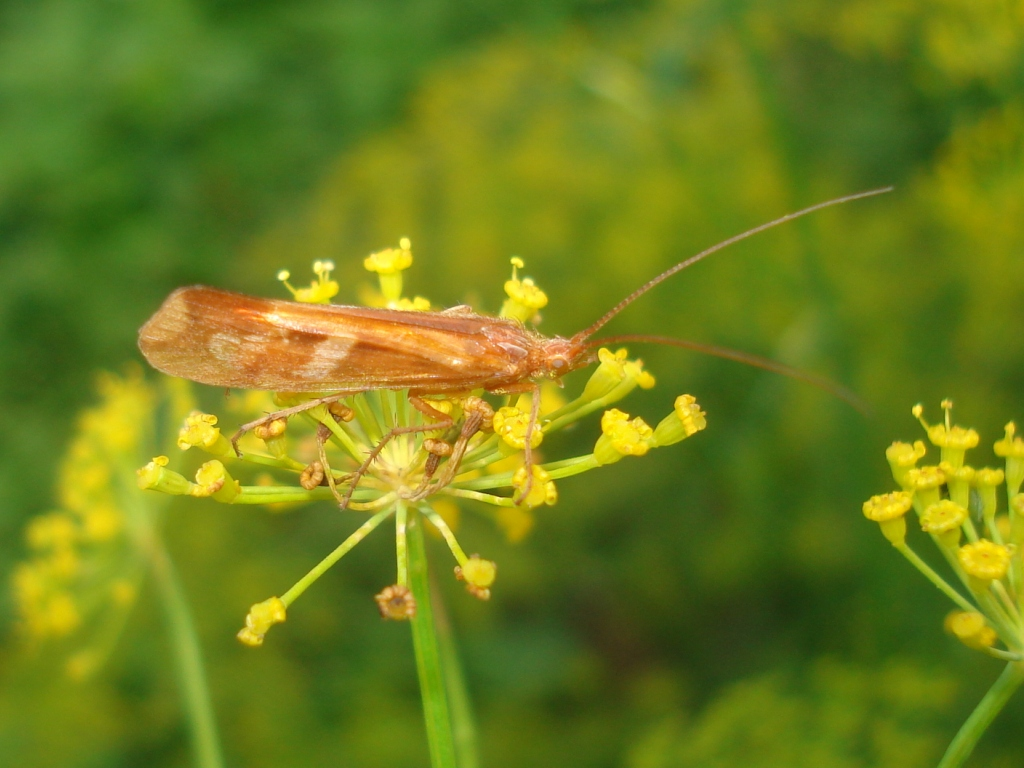
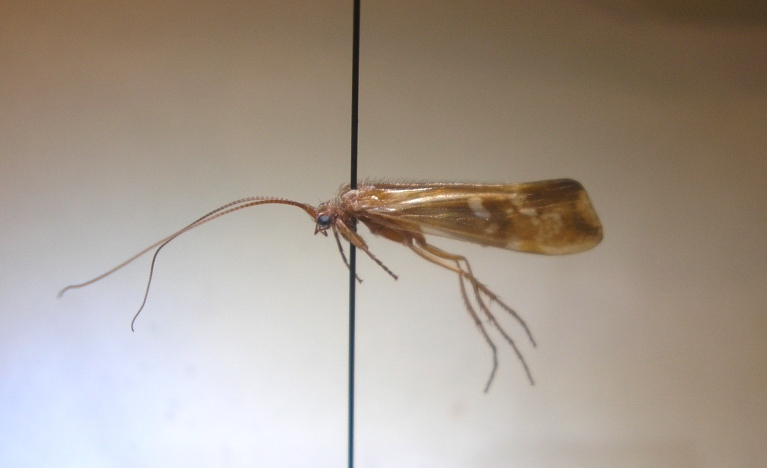
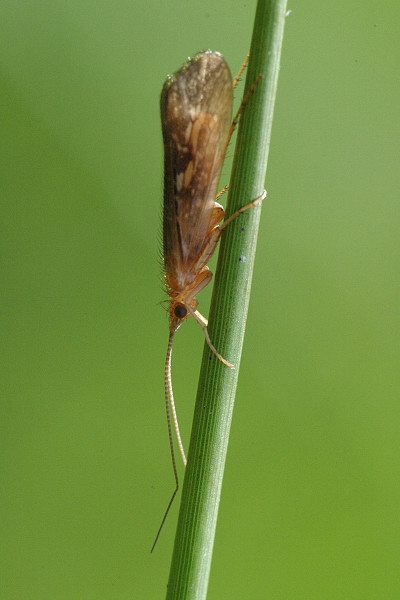
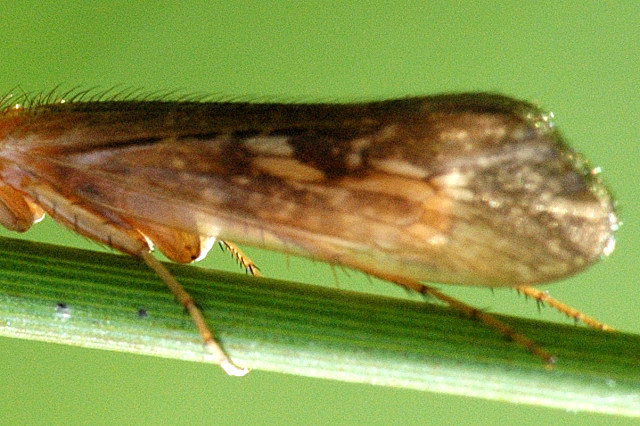
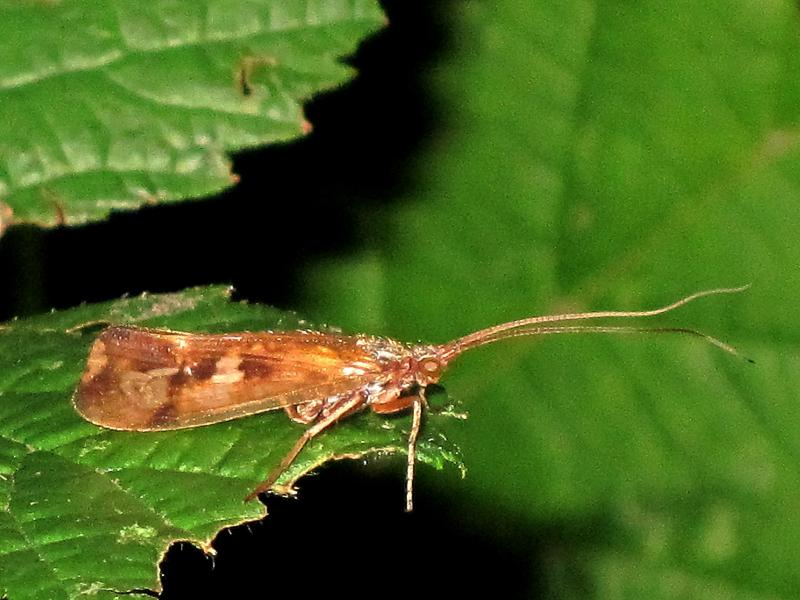